# Коларово
Коларово (слч. Kolárovo, мађ. Gúta) су град у Словачкој, који се налази у оквиру Њитранског краја, где је град у оквиру округа Коморан.

## Географија
Коларово је смештено у јужном делу државе. Главни град државе, Братислава, налази се 80 км западно од града.
Рељеф: Коларово се развило у словачком делу Панонске низије, на тзв. Дунавском острву, највећој ади Дунава. Град је у равници, на приближно 110 m надморске висине.
Клима: Клима у Коларову је умерено континентална.
Воде: Коларово се налази на ушћу реке Вах у Мали Дунав.

## Историја
Људска насеља на овом простору датирају још из праисторије. Насеље под некадашњим именом Гута први пут се спомиње 1268, као место насељено Мађарима. Насеље је 1551. године добило градска права.
Крајем 1918. Гута је постала део новоосноване Чехословачке. У времену 1938-44. године град је био враћен Хортијевој Мађарској, али је поново враћен Чехословачкој после рата. 1948. г. насеље је преименовано у Коларово. За време комунизма град је нагло индустријализован, па је дошло до наглог повећања становништва. После осамостаљења Словачке град је постао њено значајно средиште, али је дошло до привредних тешкоћа у време транзиције.

## Становништво
| Година:    | 1994.  | 2004.   | 2014.   | 2024.   |
| ---------- | ------ | ------- | ------- | ------- |
| Број људи: | 11 028 | 10 756  | 10 632  | 10 404  |
| Разлика:   |        | -2,46 % | -1,15 % | -2,14 % |

| Година:    | 2023.  | 2024.   |
| ---------- | ------ | ------- |
| Број људи: | 10 428 | 10 404  |
| Разлика:   |        | -0,23 % |

Данас Коларово има око 11.000 становника и последњих година број становника полако опада.
Етнички састав: По попису из 2001. састав је следећи:
- Мађари - 80,8%,
- Словаци - 17,5%,
- Роми - 0,7%,
- Чеси - 0,5%,
- остали.

Верски састав: По попису из 2001. састав је следећи:
- римокатолици - 76,2%,
- лутерани - 4,1%,
- калвинисти - 2,7%,
- остали.

## Партнерски градови
- Мезоберењ

## Галерија
- Мађарска основна школа
- Градски парк
- Римокатоличка црква
- Градски дом здравља